# Ядерний час
Ядерний час (англ. nuclear timescale) — оцінка часу життя зорі, заснована тільки на темпі використання зорею речовини, що бере участь в ядерних реакціях. Поряд з тепловим часом і часом вільного падіння, ця величина використовується для визначення часу, протягом якого зоря залишиться на певній стадії еволюції. Насправді тривалість життя зорі більша, ніж ядерний час, оскільки після вичерпання одного виду «пального» можуть початися термоядерні реакції з використанням важчих атомів: горіння водню змінюється горінням гелію і так далі. Однак усі наступні після горіння водню стадії разом узяті тривають трохи більше 10 % часу горіння водню.

## Зоряна астрофізика
В основному ядерний час визначається вмістом водню, оскільки саме під час перетворювання водню на гелій виділяється нейбільша частка енергії зорі. При вичерпанні запасів водню в достатньо масивних зорях може розпочатися ядерне горіння гелію і навіть подальші реакції зі ще масивнішими ядрами.
{\displaystyle \tau _{nuc}={\frac {\mbox{повна маса згоряючої речовини}}{\mbox{темп згоряння речовини}}}\times {\mbox{частка зорi, в якiй горить речовина}}={\frac {MX}{\frac {L}{Q}}}\times F,}
тут M — маса зорі, X — масова частка речовини, що бере участь в реакції (бо решта — інші ядра), L — світність зорі, Q — енергія, що виділяється при ядерних реакціях в розрахунку на одиницю маси згоряючої речовини (для отримання цієї величини потрібно досліджувати рівняння ядерної реакції), F — частка зорі, де відбуваються ядерні реакції (відносна маса ядра зорі, зазвичай приймається рівною приблизно 0.1). Наприклад, ядерний час для Сонця становить близько 10 мільярдів років.